# Stephansgasse (Worms)
Die Stephansgasse in Worms ist eine Verbindungsstraße zwischen Marktplatz und Lutherring.

## Geografische Lage
Die Straße verlässt den Marktplatz in westlicher Richtung und stößt nach knapp 200 m auf einen Kreisverkehr, in dem sie mit Lutherring und Kriemhildenstraße zusammentrifft. Die Kriemhildenstraße ist die unmittelbare Verlängerung der Stephansgasse nach Westen, mit dem Lutherring quert hier die Ringstraße entlang Stadtmauer und Stadtgraben diese Achse. In östlicher Richtung setzt sich die Stephansgasse mit der Petersstraße und entlang der Nordseite des Marktplatzes fort.

## Geschichte
In Mittelalter und früher Neuzeit war die Stephansgasse die Grenze zwischen dem südlich gelegenen Areal des Bischofshofs und der nördlich angrenzenden städtischen Bebauung. Sie endete als Sackgasse vor der Stadtmauer, die hier keinen Durchlass bot. Es war also eine reine Anliegerstraße. Als nördlichster Gebäudeteil des Bischofshofs stand hier die Kirche St. Stephan. Sie war namengebend für die Stephansgasse und wurde 1689 zusammen mit dem Bischofshof im Pfälzischen Erbfolgekrieg durch Truppen König Ludwig XIV. zerstört.
Erst nachdem der Mauerring um die Stadt keinerlei Funktion mehr hatte, kam es in der zweiten Hälfte des 19. Jahrhunderts zu einer Verlängerung der Gasse in den Bereich außerhalb des Mauerrings. Zwei Mal wurde die anfangs sehr schmale Gasse daraufhin verbreitert, einmal zu Beginn des 20. Jahrhunderts und einmal nach dem Zweiten Weltkrieg. Deshalb steht auf der Südseite der Straße ausschließlich moderne Bebauung, außer dem Heylshof. Hier wurde für die Straßenverbreiterung der die Villa umgebende Park bis fast auf die Höhe des Gebäudes zurückgenommen. Die Straße wurde dadurch zur kürzesten Verbindung aus dem Bereich um den Marktplatz nach Westen und wird vom Verkehr stark genutzt.

## Bebauung

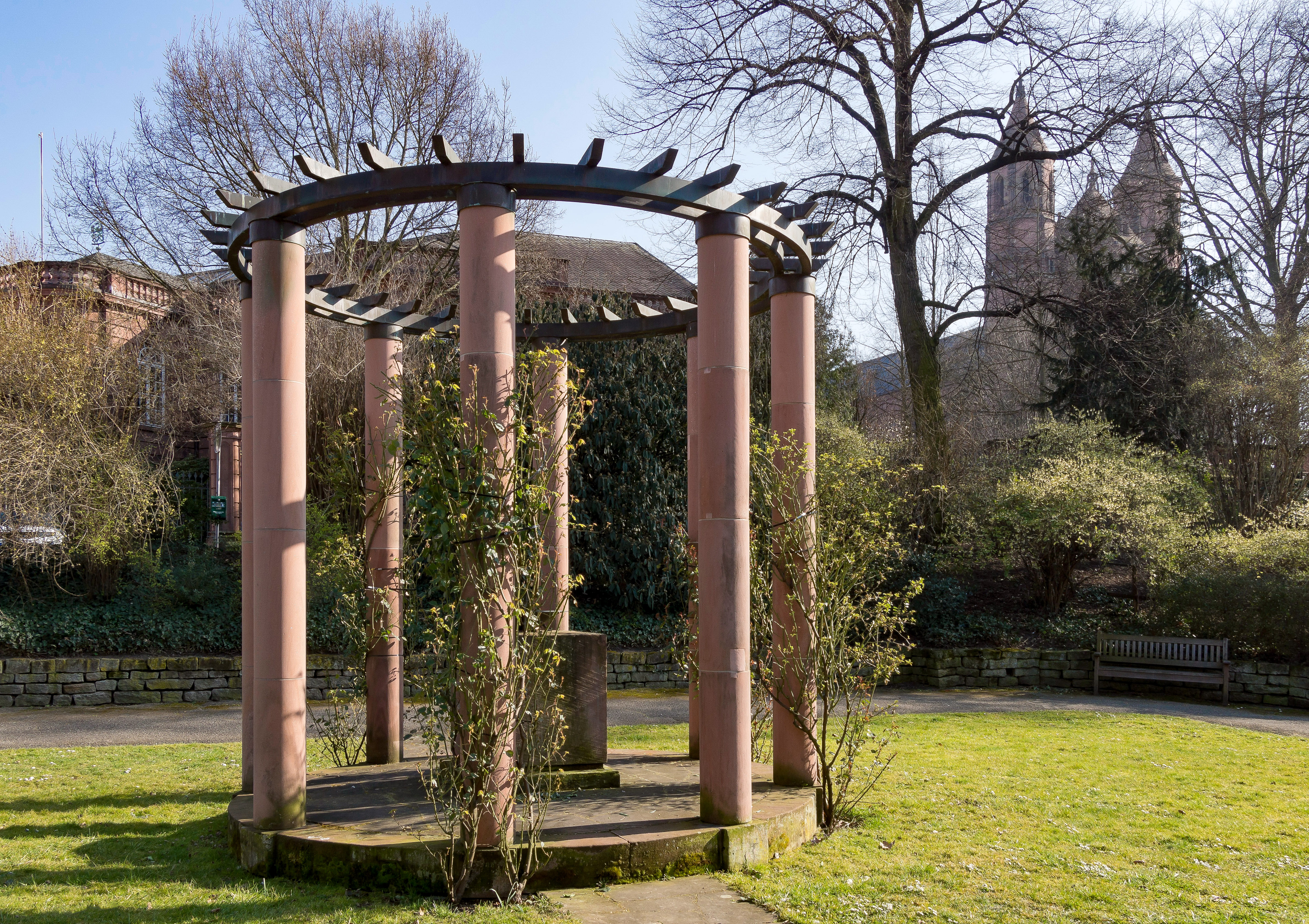
Mahnmal für die Opfer des Faschismus

- Südlich der Straße entstand in dem im 19. Jahrhundert als Park genutzten Gelände des ehemaligen Bischofshofs zwischen 1881 und 1884 eine Villa für den Industriellen Cornelius Wilhelm von Heyl zu Herrnsheim. Architekt war Alfred Friedrich Bluntschli. Heute wird sie als Museum genutzt. Die Abgrenzung zur Straße bildet eine Mauer aus Sandstein mit Baluster-Brüstung.[6] → Hauptartikel: Heylshof
- In dem breiten Grünstreifen, den die Wall-Graben-Anlage der ehemaligen Stadtbefestigung westlich des Heylshofs entlang des Lutherrings bildet, steht das Mahnmal für die Opfer des Faschismus.
- Die Nordseite der Straße ist in überkommener Weise kleinteilig mit einer Reihe von Wohn- und Geschäftshäusern bebaut. Die Denkmaltopographie erwähnt hier explizit die Nr. 16, ein neugotisches Gebäude, ehemals eine Gaststätte.[7]
- Die Nr. 20, das Eckhaus zur Rotkreuzgasse, ist eines der wenigen Beispiele expressionistischen Bauens in Worms, in der Ausführung in Backsteinexpressionismus sogar singulär in der Stadt.[8]